# Anisomysis spinata
Anisomysis spinata är en kräftdjursart som beskrevs av Panampunnayil 1993. Anisomysis spinata ingår i släktet Anisomysis och familjen Mysidae. Inga underarter finns listade i Catalogue of Life.